# Hanna Boubezari
Hanna Boubezari (en arabe : حنا بوبزاري), née le 21 novembre 1998 à Kungsbacka en Suède, est une footballeuse internationale algérienne évoluant au poste de milieu de terrain.

## Biographie

### Carrière en club
Hanna Boubezari évolue en Suède, à l'Umeå IK de 2014 à 2016, à la Team TG FF en 2016, au Kungsbacka DFF de 2016 à 2019, au Jitex Mölndal BK en 2019 et au Lidköpings FK depuis 2020.

### Carrière en sélection
En février 2020, elle est convoquée pour la première fois en équipe d'Algérie, pour le deuxième tour des éliminatoires de la zone Afrique du tournoi olympique féminin de football de 2020 contre le Nigeria,.
En février 2020, elle participe au Tournoi UNAF dames en Tunisie, où les Algériennes terminent quatrièmes ; Hanna Boubezari marque un but lors du match contre la Mauritanie (victoire 5-0).

## Statistiques
| Saison                | Club                  | Championnat                   | Championnat | Championnat | Coupe(s) nationale(s) | Coupe(s) nationale(s) | Algérie | Algérie | Total | Total |
| Saison                | Club                  | Division                      | M.          | B.          | M.                    | B.                    | M.      | B.      | M.    | B.    |
| 2014                  | Umeå IK               | Damallsvenskan                | 1           | 0           | 1                     | 0                     | -       | -       | 2     | 0     |
| 2015                  | Umeå IK               | Damallsvenskan                | 6           | 0           | 2                     | 0                     | -       | -       | 8     | 0     |
| 2016                  | Umeå IK               | Damallsvenskan                | 7           | 0           | -                     | -                     | -       | -       | 7     | 0     |
| Sous-total            | Sous-total            | Sous-total                    | 14          | 0           | 3                     | 0                     | -       | -       | 17    | 0     |
| 2016                  | Team TG FF            | Div 1 Norrland (D3)           | 1           | 2           | -                     | -                     | -       | -       | 1     | 2     |
| Sous-total            | Sous-total            | Sous-total                    | 1           | 2           | -                     | -                     | -       | -       | 1     | 2     |
| 2016                  | Kungsbacka DFF        | Elitettan (D2)                | -           | -           | 1                     | 0                     | -       | -       | 1     | 0     |
| 2017                  | Kungsbacka DFF        | Elitettan (D2)                | 18          | 3           | 1                     | 0                     | -       | -       | 19    | 3     |
| 2018                  | Kungsbacka DFF        | Elitettan (D2)                | 19          | 1           | 2                     | 0                     | -       | -       | 21    | 1     |
| 2019                  | Kungsbacka DFF        | Damallsvenskan                | 7           | 0           | 1                     | 1                     | -       | -       | 8     | 1     |
| Sous-total            | Sous-total            | Sous-total                    | 44          | 4           | 5                     | 1                     | -       | -       | 49    | 5     |
| 2019                  | Jitex Mölndal BK      | Div 1 Mellersta Götaland (D3) | 1           | 0           | -                     | -                     | -       | -       | 1     | 0     |
| Sous-total            | Sous-total            | Sous-total                    | 1           | 0           | -                     | -                     | -       | -       | 1     | 0     |
| 2020                  | Lidköpings FK         | Elitettan (D2)                | 23          | 3           | 3                     | 0                     | 1       | 1       | 27    | 4     |
| 2021                  | Lidköpings FK         | Elitettan (D2)                | 18          | 3           | 2                     | 0                     | -       | -       | 20    | 3     |
| Sous-total            | Sous-total            | Sous-total                    | 41          | 6           | 5                     | 0                     | 1       | 1       | 47    | 7     |
| Total sur la carrière | Total sur la carrière | Total sur la carrière         | 101         | 12          | 13                    | 1                     | 1       | 1       | 115   | 14    |

## Palmarès
- Championne de Suède de deuxième division en 2018 avec le Kungsbacka DFF